# Spectromètre de masse à temps de vol

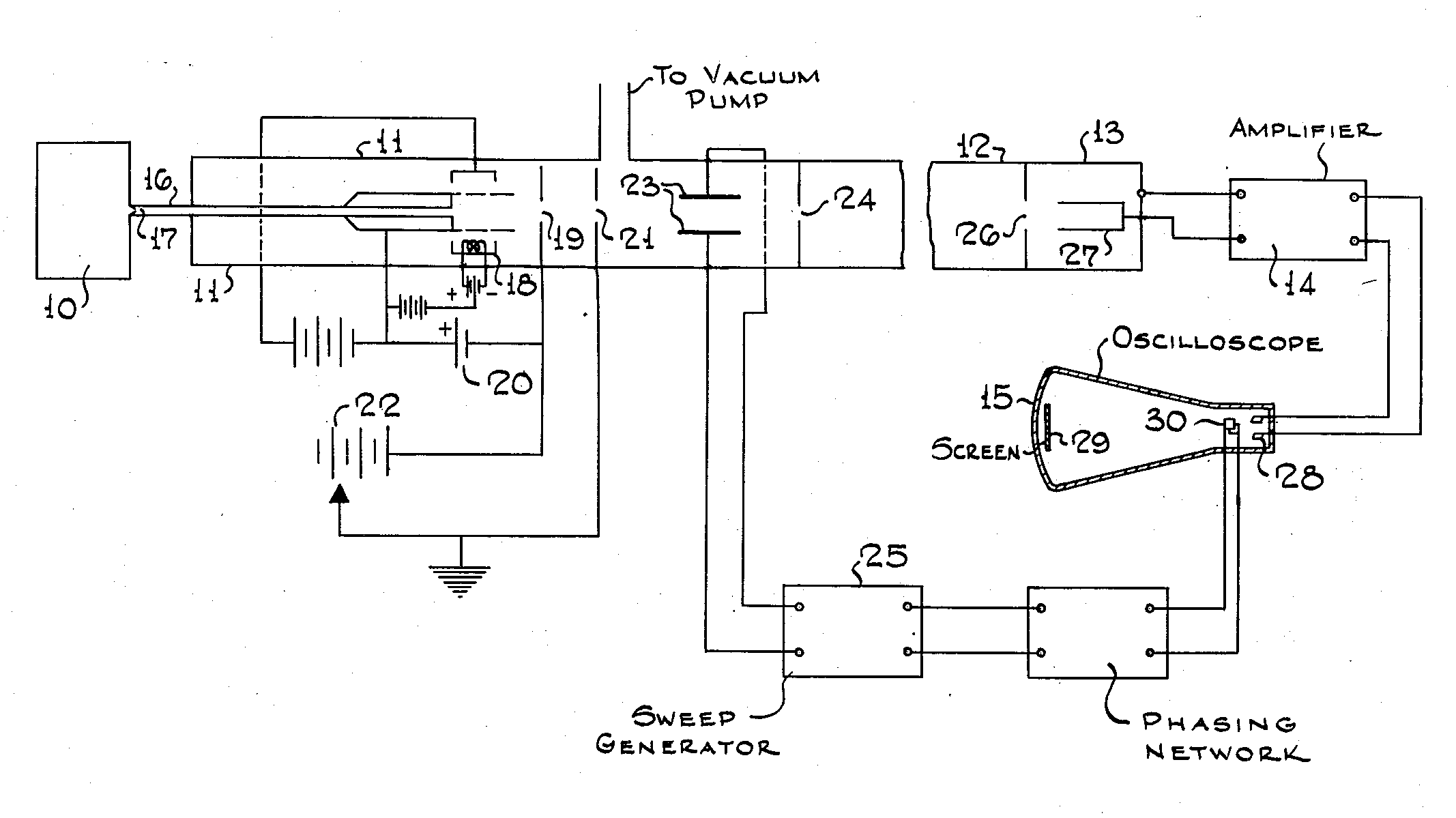
Figure tirée du brevet de William E. Stephens, 1952.

La spectrométrie à temps de vol (TOF-MS, selon l'acronyme anglais Time of Flight Mass Spectrometry) est une méthode de spectrométrie de masse dans laquelle les ions sont accélérés par un champ électrique de valeur connue. Il résulte de cette accélération que les ions de même charge électrique acquièrent la même quantité de mouvement. La vitesse des ions, par contre, dépend du rapport masse sur charge. On mesure le temps mis par une particule chargée pour atteindre un détecteur situé à une distance connue. Ce temps dépendra du rapport masse sur charge de la particule considérée. Ce sont les particules les plus lourdes qui seront accélérées aux vitesses les plus basses. La détermination du rapport masse sur charge découle de ce temps de vol et de la connaissance des autres paramètres expérimentaux comme la position du détecteur et la tension d'accélération.

## Théorie
L'énergie potentielle électrostatique d'une particule chargée dans un champ électrique est donnée par la relation
{\displaystyle E_{p}=qU\,}       [1]
où Ep est l'énergie potentielle, q la charge électrique de la particule, et U est la différence de potentiel électrique ou tension d'accélération.
Quand la particule chargée est accélérée dans l'analyseur à temps de vol par la tension U, son énergie potentielle est transformée en énergie cinétique :
{\displaystyle E_{k}={\frac {1}{2}}mv^{2}}       [2]
L'égalité des deux énergies données respectivement par les équations (1) et (2) rend compte du fait que l'énergie potentielle est convertie en énergie cinétique :
{\displaystyle E_{p}=E_{k}\,}       [3]
{\displaystyle qU={\frac {1}{2}}mv^{2}\,}       [4]
La vitesse d'une particule chargée après l'accélération reste constante dans la mesure où la particule évolue sur une certaine distance d dans un espace libre de champ. Comme on connait la distance d, la vitesse de la particule peut être déterminée dans la mesure où on sait mesurer le temps de vol t, ce qui implique que la mesure de l'arrivée de la particule sur le détecteur est synchronisée avec l'évènement qui a produit son départ.
Par conséquent
{\displaystyle v={\frac {d}{t}}\,}       [5]
En introduisant l'expression de v de l'équation [5] dans l'équation [4] :
{\displaystyle qU={\frac {1}{2}}m\left({\frac {d}{t}}\right)^{2}\,}       [6]
On arrange ensuite l'équation [6] pour isoler le temps de vol :
{\displaystyle t^{2}={\frac {d^{2}}{2U}}{\frac {m}{q}}\,}       [7]
{\displaystyle t={\frac {d}{\sqrt {2U}}}{\sqrt {\frac {m}{q}}}\,}       [8]
Les différents facteurs du temps de vol ont été regroupés à dessein : {\displaystyle {\frac {d}{\sqrt {2U}}}} contient des grandeurs qui restent en principe constantes lorsqu'un ensemble d'ions sont analysés à l'issue d'une même impulsion d'accélération. Par conséquent, l'équation [8] peut s'écrire :
{\displaystyle t=k{\sqrt {\frac {m}{q}}}\,}       [9]
où k est une constante de proportionnalité caractéristique des facteurs instrumentaux.
L'équation [9] montre plus clairement que le temps de vol d'un ion varie comme la racine carrée du rapport masse sur charge m/q.
Considérons l'exemple pratique d'un spectromètre MALDI-TOF utilisé pour produire le spectre de masse d'un peptidetryptique d'une protéine. Supposons que la masse atomique de ce peptide soit de 1 000 daltons (symbole Da). L'ionisation des peptides produite par MALDI donne typiquement des ions mono-chargés, c'est-à-dire que q = e. Supposons que la tension d'accélération soit U = 15 000 volts (15 kilovolts, ou 15 kV). Et supposons enfin que la longueur de l'analyseur soit de 1,5 mètre, ce qui est typique pour ce genre d'instruments. D'après l'équation [8], tous les facteurs nécessaires pour calculer le temps de vol sont donc connus. Prenons le cas d'un ion dont la masse atomique est 1 000 Da :
{\displaystyle t={\frac {1,5}{\sqrt {2(15\;000)}}}{\sqrt {\frac {(1\;000)(1,672621\times 10^{-27})}{1,602\times 10^{-19}}}}}       [10]
où {\displaystyle 1,672621\times 10^{-27}\;\mathrm {kg} } est la masse du proton et {\displaystyle 1,602\times 10^{-19}\;\mathrm {C} } est la charge électrique élémentaire. La valeur obtenue du temps de vol est donc en secondes :
{\displaystyle t=2,792\times 10^{-5}\mathrm {s} }
soit environ 28 µs. S'il s'était agi d'un ion peptide de 4 000 Da, c'est-à-dire quatre fois plus que 1 000 Da, le temps de vol aurait été le double, soit 56 µs pour parcourir l'analyseur, car le temps de vol est proportionnel à la racine carrée du rapport masse sur charge.

## Performances, aberrations et problèmes à résoudre
Dans un spectromètre de masse à temps de vol comme dans tout spectromètre de masse, la résolution en masse est une performance essentielle de l'instrument. La résolution en masse résulte de trois facteurs :
- l'incertitude sur le temps de départ qui résulte directement des performances de la source pulsée ;
- l'incertitude de mesure du temps d'arrivée, directement reliée aux performances du détecteur ;
- la dispersion du temps de vol proprement dit, pour un même rapport m/z (z désigne le nombre de charges élémentaires : 1, 2… De plus, il est commode d'exprimer m en daltons. De toute façon, le rapport m/z rend directement compte du rapport masse sur charge). Cette dispersion du temps de vol résulte à la fois de la dispersion énergétique {\displaystyle \Delta E} générée par la source d'ions pulsée et des qualités de l'analyseur en termes d'optique des particules chargées.

Pour certains types de spectromètres à temps de vol, comme la sonde atomique, l'instrument réalise un transfert d'image en même temps qu'une mesure de temps de vol. Le champ imagé et la résolution spatiale sont des performances de l'appareil. Il va de soi que dans ce cas, le détecteur doit effectuer une mesure de position en même temps qu'une mesure de temps d'arrivée.
Dans les deux cas de résolution en masse et résolution spatiale, la théorie des aberrations en optique des particules chargées, élargie au temps de vol, est pertinente pour l'évaluation des performances.
La sensibilité est une performance importante comme dans tout appareil de mesure. La sensibilité résulte des performances du détecteur, de la capacité de la source à générer des quantités importantes d'ions et de la transmission de l'analyseur. Pour qu'une mesure de temps de vol puisse être faite, il faut nécessairement que le détecteur soit capable de compter les coups un par un. Il faut aussi qu'il soit capable de mesurer beaucoup de coups dans un petit intervalle de temps. La source d'ions doit générer un grand nombre de coups dans une même impulsion sans que ceci ne se fasse au détriment de la dispersion sur le temps de départ et sur la dispersion énergétique. Le rapport cyclique, c'est-à-dire la fréquence à laquelle peut être activée la source pulsée, contribue également à la sensibilité.
Il est souvent utile d'introduire des grilles dans l'analyseur afin de produire les gradients de potentiels nécessités par l'amélioration de la résolution en masse ou de la résolution spatiale. La contrepartie de l'introduction de ces grilles sur le parcours des ions est une perte de transparence, c'est-à-dire une des formes de la perte de transmission.

## Réduction de la dispersion du temps de départ
La dispersion du temps de départ étant produite au niveau de la source d'ions pulsée qui elle-même met en œuvre des phénomènes physiques distincts selon la technique d'analyse spécifique du spectromètre à temps de vol, il faut considérer les différentes techniques au cas par cas pour voir quelles sont les causes de la dispersion du temps de départ et quelle stratégie de compensation peut être considérée.
En MALDI-TOF, un laser est dirigé sur les cristaux du spot MALDI. Le spot absorbe l'énergie laser et il semble que la matrice soit ionisée en premier par ce phénomène et transfère ensuite une partie de sa charge aux molécules à étudier, les ionisant tout en les protégeant d'une énergie disruptive du laser. Le processus de mise en équilibre des ions dans la plume plasma produite par la désorption/ionisation dure approximativement 100 ns ou moins après que la plupart des ions a quitté la surface avec une certaine vitesse moyenne qui ne dépend pas, à ce stade, de leurs masses respectives. Il en résulte une dispersion dans le temps de départ des ions. Pour compenser cette dispersion et ainsi améliorer la résolution en masse, il a été imaginé de retarder l'extraction des ions de la source vers l'analyseur de quelques centaines de nanosecondes, voire de quelques microsecondes. Cette technique est connue sous la terminologie anglaise de time-lag focusing pour l'ionisation d'un gaz, et d'« extraction retardée », pour la désorption/ionisation.
En TOF-SIMS, la source d'ions pulsée est un faisceau d'ions primaires de même espèce. L'impulsion est produite par un système classique d'effacement de faisceau (Beam-Blanking en anglais), avec des plaques électrostatiques, mais de simples plaques ne peuvent pas produire une impulsion parfaitement instantanée à cause de la longueur des plaques qui n'est pas infiniment petite et du temps de transit dans l'espace de ces plaques qui n'est donc pas infiniment court. La solution est de disposer en amont des plaques d'effacement un autre système électrostatique de « compression » (Bunching en anglais), synchronisé avec le signal appliqué sur les plaques d'effacement qui va regrouper les ions par paquet avant qu'ils n'arrivent dans la région des plaques.
Ce système de « compression » ne peut pas être appliqué à la sonde atomique où la source d'ions est une pointe, activée par une impulsion électrique comme pour le TOF-SIMS, mais où le champ électrique produit par l'impulsion électrique affectera tous les ions et pas seulement ceux d'une même espèce. Dans ce cas, toute solution de compression ne peut être qu'un compromis entre les différentes masses. Le laser picoseconde et surtout le laser femtoseconde s'est avéré être une alternative efficace à l'impulsion électrique.

## Compensation de la dispersion en énergie: le réflectron

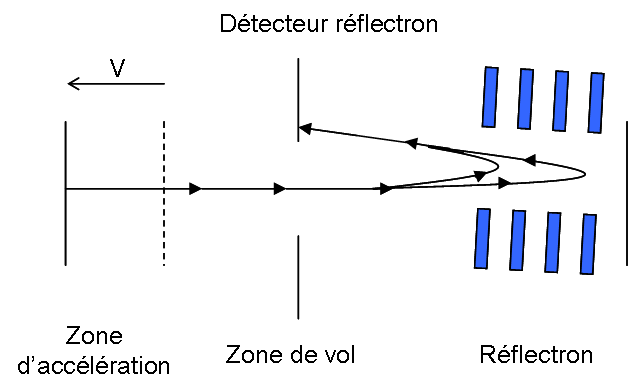
Schéma d'un spectromètre à temps de vol équipé d'un réflectron.

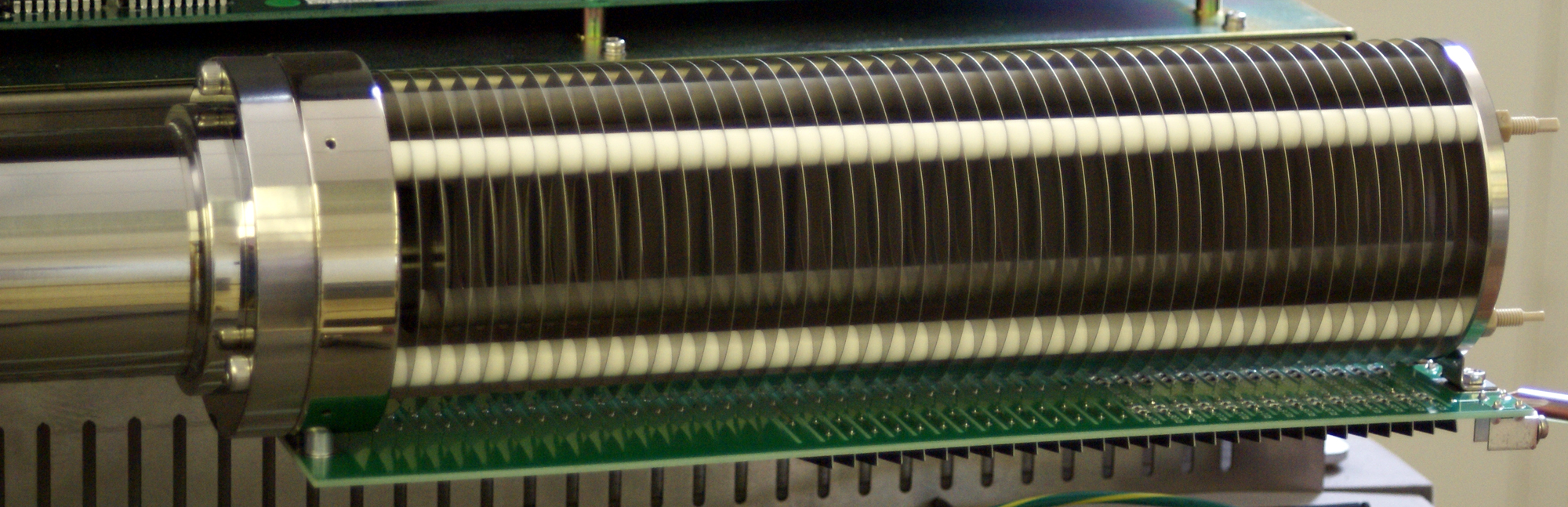
Un réflectron à double zones d'un instrument IT-TOF de Shimadzu. Les 46 électrodes métalliques sont polarisées pour produire le gradient de potentiel requis.

Dans la pratique, les phénomènes physiques qui produisent les ions peuvent aussi générer une certaine dispersion en énergie cinétique. Cette dispersion en énergie peut être corrigée avec un réflectron,. Le réflectron met en œuvre un champ électrique pour réfléchir le faisceau d'ions vers le détecteur. Les ions dotés de la plus grande énergie pénètrent plus profondément dans le réflectron, ce qui augmente la longueur effective de l'analyseur, alors que les ions de même rapport m/z mais moins énergétiques pénètrent moins profondément dans leur réflectron, c'est-à-dire que la longueur effective de l'analyseur sera moins grande pour les ions moins énergétiques. Cependant, comme à la sortie du réflectron, les ions retrouvent leurs vitesses initiales, il y aura, en aval du réflectron une position unique à laquelle la différence de longueur effective compense la dispersion énergétique. C'est à cette position, où la focalisation en énergie est réalisée, que l'on dispose le détecteur d'ions, typiquement une galette de microcanaux (ou, MCP, d'après l'acronyme anglais MicroChannel plate). Le plan de focalisation en énergie comme le plan de focalisation en temps de vol (TOF focus, en anglais), ce qui est une terminologie ambigüe, car elle suggère qu'une éventuelle dispersion des temps de départ serait compensée en ce plan, alors que le réflectron ne compense que les dispersions énergétiques.[pas clair]
Un avantage supplémentaire du réflectron est que les ions parcourent la longueur du réflectron à deux reprises, et à vitesse réduite, ce qui représente une augmentation de la longueur effective alors que la dimension de l'instrument n'est pas augmentée.

## Amélioration du rapport cyclique: le TOF orthogonal

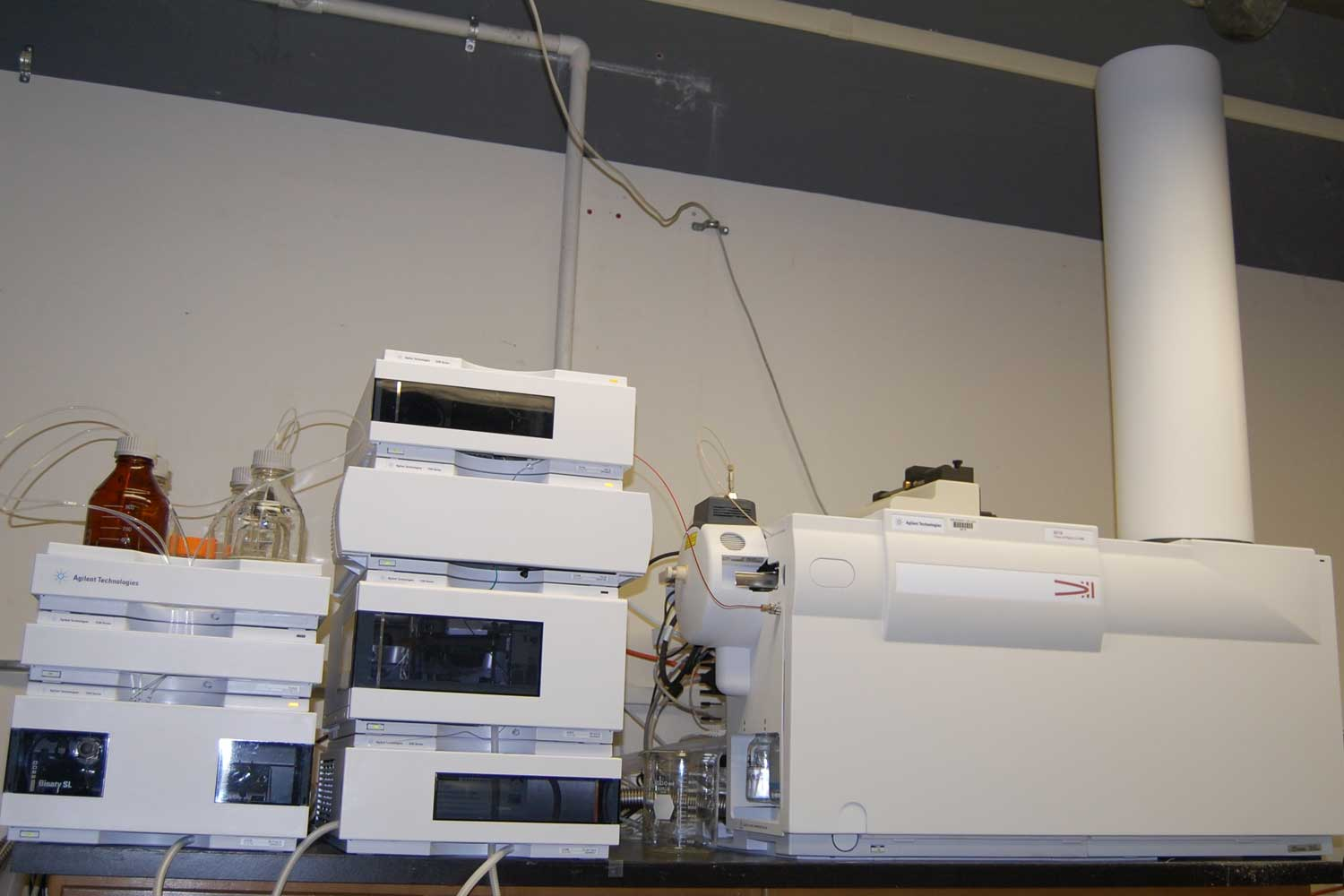
Sur un spectromètre à ionisation par électrospray Agilent 6210, TOF orthogonal (OTOF) à droite et CLHP à gauche.

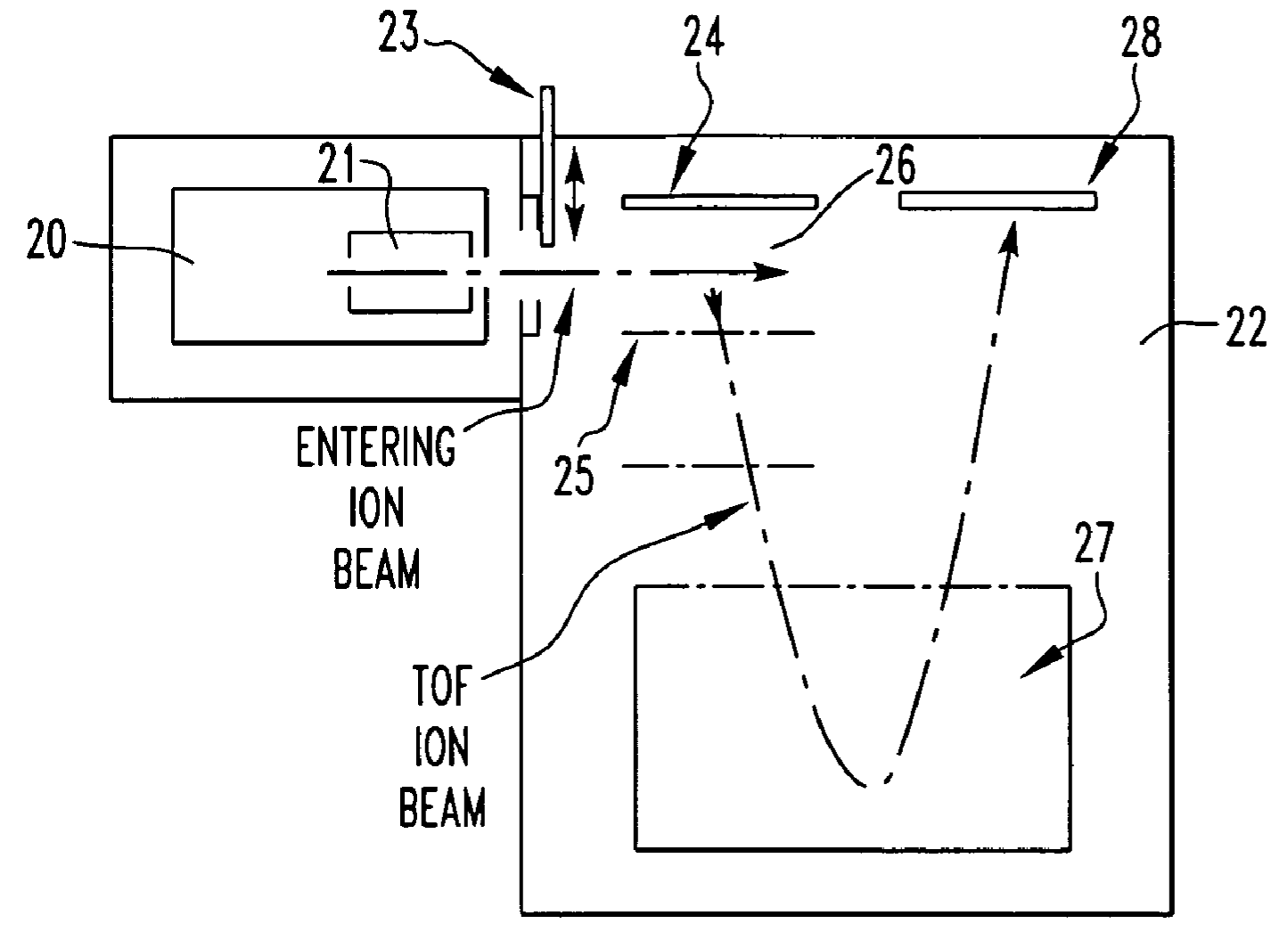
Schéma d'un spectromètre de masse à temps de vol orthogonal (OTOF) 20 – source d'ions ; 21 – espace libre ; 22 – analyseur à temps de vol ; 23 – vanne d'isolation ; 24 – repoussoir ; 25 – grilles ; 26 – région d'accélération ; 27 – réflectron ; 28 – détecteur.

Les concepteurs de spectromètres à temps de vol sont confrontés à cette contradiction que d'un côté, la durée de l'impulsion qui pilote la source doit être extrêmement brève pour ne pas onérer la résolution en masse, et d'un autre côté, la durée entre deux impulsions ne peut pas être plus courte, en gros, que le temps de vol de l'ion le plus lourd. Par commodité les termes « lourd » et « léger » sont employés pour qualifier le rapport m/z, comme si z était systématiquement égal à l'unité. Ceci fait du spectromètre à temps de vol un système très peu efficace. La « compression » permet de résoudre une partie du problème, c'est-à-dire de réduire la durée de l'impulsion sans réduire son efficacité. Pour réduire la durée entre deux impulsions, et donc augmenter la fréquence de répétition, c'est-à-dire le rapport cyclique qui est le rapport de la durée de l'impulsion à la durée entre deux impulsions. Une autre façon d'augmenter le rapport cyclique est de réduire la durée entre deux impulsions, par exemple en effaçant avec un système électrostatique d'« effacement de faisceau » (Beam-blanking, en anglais) les ions les plus lourds et qui ne sont pas d'intérêt pour l'analyse considérée.
L'analyseur à temps de vol orthogonal constitue une solution beaucoup plus élégante et beaucoup plus systématique pour augmenter le rapport cyclique jusqu'à une valeur de l'ordre de 0,5. Il est vrai que les résolutions en masse de 3 000 ou plus qui sont couramment obtenues avec certains spectromètres à temps de vol sont encore hors de portée, en 2009, des TOF orthogonaux ou OTOF.
Dans un OTOF, les ions sont d'abord accélérés avec une tension d'accélération continue de valeur modeste, et ensuite tous les ions situés sur un certain intervalle de longueur, relativement proche de la source, sont accélérés avec une tension d'accélération pulsée d'amplitude plus importante que la première tension d'accélération continue, et perpendiculaire à la trajectoire initiale vers un analyseur équipé d'un réflectron. Dans cet intervalle, il y a donc des ions légers, en tête, et des ions lourds à l'autre extrémité, mais un ion lourd, parvenu en tête, à cause d'un excès d'énergie non négligeable du fait de la faible valeur de la tension d'accélération arrivera sur le détecteur de l'analyseur orthogonal au même instant qu'un ion de même masse, mais en retard parce que moins énergétique.
L'utilisation d'un analyseur orthogonal peut être combinée avec celle d'une cellule de collision couramment utilisée, par exemple en spectrométrie de masse par torche à plasma (ICP-MS). La cellule de collision a pour effet de « refroidir »  le faisceau, c'est-à-dire de réduire la dispersion en énergie. Elle ne peut être utilisée qu'à faible tension d'accélération. La combinaison de la cellule de collision et de l'analyseur à temps de vol orthogonal a conduit à une amélioration spectaculaire de la résolution en masse, jusqu'à plusieurs dizaines de milliers de fois, sans compromis sur la sensibilité pour certaines applications,.

## Détecteurs
Après la source d'ions et l'analyseur, le détecteur est la dernière partie essentielle du spectromètre à temps de vol. En fait, la source d'ions n'est pas toujours nécessaire. Par exemple, pour les spectromètres envoyés dans l'espace, le soleil ou l'ionosphère planétaire peuvent jouer le rôle de source. L'analyseur peut être un simple tube droit ou un réflectron.
Le détecteur consiste typiquement en une galette de microcanaux ou un multiplicateur d'électrons rapide dont la première dynode est plate et perpendiculaire à la trajectoire du faisceau. Dans les deux cas, un ion accéléré à plusieurs kilovolts est transformé en un grand nombre d'électrons. Cette impulsion de charge électrique peut être enregistrée au moyen d'un convertisseur TDC (Time to digital converter, c'est-à-dire un convertisseur temps - numérique).
Le convertisseur TDC enregistre l'arrivée d'un ion à un certain temps. Il comprend d'abord un discriminateur qui bloque les impulsions de faible amplitude considérées comme du bruit. Les impulsions correspondant vraiment à une arrivée d'ions sont transformées en impulsions formatées de même gabarit, compatibles avec les TDC qui peuvent avoir une résolution temporelle de l'ordre de quelques picosecondes mais dont le problème est de ne pas pouvoir prendre en compte des arrivées multiples. Cette limitation est en partie contournée par la mise en parallèle de plusieurs TDC, chacun d'entre eux correspondant à une partie de la surface du détecteur.
Il n'empêche que le nombre total des ions qui peuvent être comptés dans le temps de mesure imparti à une seule impulsion est faible et qu'il faut des milliers d'impulsions pour constituer un spectre où chaque pic est statistiquement significatif.
À la place des TDC, on peut utiliser des convertiseurs analogique digitaux modernes à 4 GHz qui digitalisent le courant de sortie du détecteur MCP à des intervalles de temps de l'ordre de 250 picosecondes. On obtient ainsi une meilleure gamme dynamique de la mesure.

## Applications
- MALDI (MALDI-TOF pour le MALDI à temps de vol)
- Spectrométrie de masse à ionisation secondaire (SIMS et TOF-SIMS pour le SIMS à temps de vol)
- Spectrométrie de masse en tandem Quadripôle-Temps de vol